# Cilkar
Cilkar – wieś w Armenii, w prowincji Aragacotn. W 2011 roku liczyła 554 mieszkańców.